# Verenigd Koninkrijk op het Eurovisiesongfestival 1976
Het Verenigd Koninkrijk deed in 1976 voor de negentiende keer mee aan het Eurovisiesongfestival. De groep Brotherhood of Man
was gekozen door de BBC door een nationale finale om het land te vertegenwoordigen.

## Nationale voorselectie
Onder de titel A Song for Europe 1976 hield het Verenigd Koninkrijk een nationale finale om de artiest en het lied te selecteren voor het Eurovisiesongfestival 1976. De nationale finale werd gehouden op 26 februari 1976 en werd gepresenteerd door Michael Aspen.
De winnaar werd gekozen door veertien regionale jury's.
| Artiest            | Lied                                  | Plaats | Punten |
| ------------------ | ------------------------------------- | ------ | ------ |
| Co-Co              | Wake Up                               | 2      | 138    |
| Polly Brown        | Do you Believe in Love at First Sight | 10     | 71     |
| Brotherhood of Man | Save your kisses for me               | 1      | 140    |
| Hazell Dean        | I Couldn't Live Without you for a Day | 8      | 77     |
| Champagne          | A Love for all Seasons                | 8      | 77     |
| Frank Ifield       | Ain't Gonna take no for an Answer     | 12     | 21     |
| Sunshine           | Maria                                 | 7      | 80     |
| Tammy Jones        | Love's a Carousel                     | 6      | 97     |
| Joey Valentine     | Going to the Movies                   | 11     | 52     |
| Sweet Dreams       | Love, Kiss and Run                    | 4      | 109    |
| Louise Jane White  | Take the Money and Run                | 5      | 100    |
| Tony Christie      | Queen of the Mardi Gras               | 3      | 129    |

## In Den Haag
In de Nederlandse stad Den Haag moesten Brotherhood of Man aantreden als eerste, net voor Zwitserland
Op het einde van de puntentelling bleek dat ze de overwinning naar huis meenamen. Het was voor het Verenigd Koninkrijk de derde overwinning.
In de finale ontvingen ze zeven keer het maximale aantal punten. Van Nederland ontvingen ze tien punten en van België het maximum van twaalf.

### Gekregen punten

#### Finale
| 12 punten                                                                     | 10 punten                                                 | 8 punten                | 7 punten    | 6 punten |
| ----------------------------------------------------------------------------- | --------------------------------------------------------- | ----------------------- | ----------- | -------- |
| - België - Israël - Griekenland - Noorwegen - Portugal - Spanje - Zwitserland | - Finland - Joegoslavië - Monaco - Nederland - Oostenrijk | - Duitsland - Luxemburg | - Frankrijk |          |
| 5 punten                                                                      | 4 punten                                                  | 3 punten                | 2 punten    | 1 punt   |
|                                                                               | - Italië                                                  | - Ierland               |             |          |

### Punten gegeven door Verenigd Koninkrijk

#### Finale
Punten gegeven in de finale:
| 12 punten | Zwitserland |
| 10 punten | Ierland     |
| 8 punten  | Frankrijk   |
| 7 punten  | België      |
| 6 punten  | Israël      |
| 5 punten  | Monaco      |
| 4 punten  | Oostenrijk  |
| 3 punten  | Spanje      |
| 2 punten  | Finland     |
| 1 punt    | Italië      |

1957 · 1958 · 1959 · 1960 · 1961 · 1962 · 1963 · 1964 · 1965 · 1966 · 1967 · 1968 · 1969 · 1970 · 1971 · 1972 · 1973 · 1974 · 1975 · 1976 · 1977 · 1978 · 1979 · 1980 · 1981 · 1982 · 1983 · 1984 · 1985 · 1986 · 1987 · 1988 · 1989 · 1990 · 1991 · 1992 · 1993 · 1994 · 1995 · 1996 · 1997 · 1998 · 1999 · 2000 · 2001 · 2002 · 2003 · 2004 · 2005 · 2006 · 2007 · 2008 · 2009 · 2010 · 2011 · 2012 · 2013 · 2014 · 2015 · 2016 · 2017 · 2018 · 2019 · 2020 · 2021 · 2022 · 2023 · 2024 · 2025
België · Duitsland · Finland · Frankrijk · Griekenland · Ierland · Israël · Italië · Joegoslavië · Luxemburg · Monaco · Nederland · Noorwegen · Oostenrijk · Portugal · Spanje · Verenigd Koninkrijk · Zwitserland